# Lucio Cedicio
Lucio Cedicio (fl. 9) è stato un militare romano che accolse e difese i superstiti della  Battaglia di Teutoburgo.

## Biografia
Di Cedicio sappiamo che era un ufficiale di carriera, precedentemente era stato primopilo. Ricopriva il ruolo di praefectus castrorum dell'accampamento di Aliso, poco distante dalla foresta di Teutoburgo, nel quale i superstiti della battaglia, insieme a civili che avevano appreso la notizia della disfatta, chiesero protezione.

### La battaglia di Aliso
Non c'è tempo di evacuare l'accampamento, esercito di guerrieri Germani da diverse tribù, guidato forse dallo stesso Arminio, si stava dirigendo verso il forte per metterlo sotto assedio.
Per evitare che i germani dessero fuoco alla fortezza, fa confiscare tutto i tronchi tagliati.
I romani possono contare sui loro arcieri e la posizione strategica che rende impossibile l'assalto da parte dei barbari
Cedicio riesce a catturare dei prigionieri e fa loro mozzare le mani per poi restituirli ai loro compagni, prima però inganna i prigionieri mostrando tutte le scorte di cibo (si trattava di una tattica psicologica poiché le scorte di cibo erano assai carenti) facendo credere ai barbari che potranno ancora resistere per molto.
La tattica funziona e i germanici mollano l'assedio anche alla notizia dell'avvicinamento di una legione
Cedicio fa evacuare il campo raggiungendo i Castra Verrà,tuttavia superate le prime due linee di assedianti, il rumoreggiare dei civili spaventati rivela la colonna ai germani della terza linea, che attaccano l’avanguardia romana. Altri guerrieri accorrono, per attaccare tutto il contingente.
Cedicio conduce una difesa disperata e vince, di nuovo con uno stratagemma: i soldati dell’avanguardia, dopo aver sconfitto i loro assalitori, tornano indietro con grande suono di trombe per salvare gli altri.
I Germani, credendo si tratti di un vero e proprio contingente di soccorso, si disperdono nelle tenebre.
Rimessisi in cammino, i fuggiaschi riescono finalmente a mettersi in contatto con Asprenate, il comandante dei Castra Vetera, che invia immediatamente soccorsi e li accoglie.